# Vagón plano
Un vagón plano es un vagón que consiste en una plataforma abierta y plana montada sobre un par de troques uno en cada extremo que contiene cuatro o seis ruedas. Ocasionalmente, los vagones planos diseñados para transportar cargas extrapesadas o extra grandes se montan en un par (o raramente, más) de bogies debajo de cada extremo. La cubierta del vagón puede ser de madera o acero, y los lados de la cubierta pueden incluir bolsillos para apuestas o puntos de amarre para asegurar las cargas. Los vagónes planos diseñados para transportar maquinaria tienen conjuntos de cadena deslizante empotrados en el plano.
Los vagones planos se utilizan para cargas que son demasiado grandes o engorrosas para cargar en vagones cerrados como vagones caja. También se usan a menudo para transportar contenedores intermodales (contenedores de envío) o remolques como parte del envío de transporte de carga intermodal

## Vagones planos para piezas de aeronaves

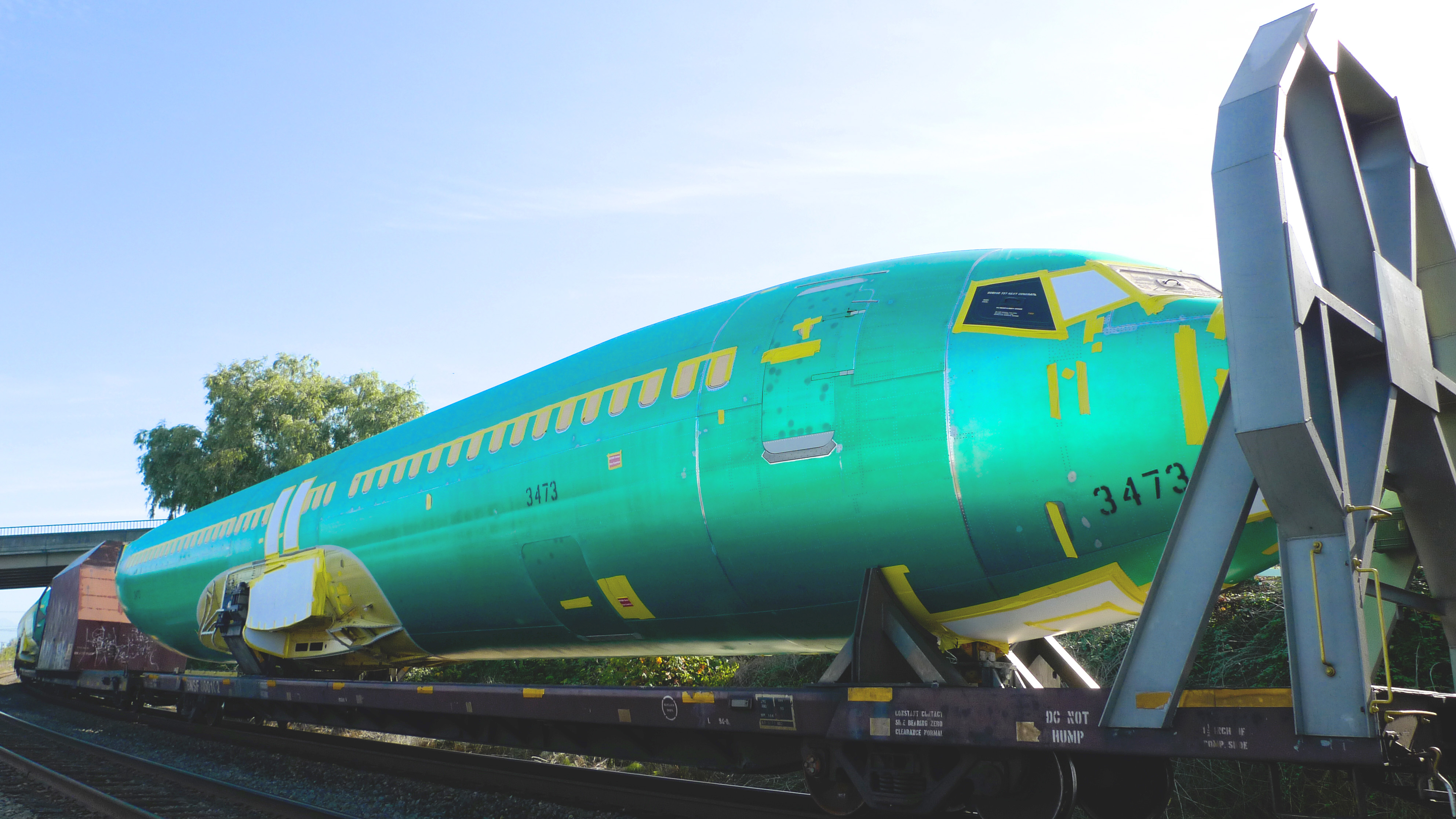
Fuselage de un avión Boeing 737NG transportado por ferrocarril

Las piezas de los aviones fueron transportadas a través de autos de carga convencionales que comienzan en la Segunda Guerra Mundial. Sin embargo, dado el tamaño cada vez mayor de los ensamblajes de aeronaves, el método de piezas de envío "Caja de cielo" se desarrolló específicamente para transportar piezas para el Boeing 747 y otros chorros "jumbo" de la época. La "caja del cielo" consiste en una carcasa de metal de dos piezas que se coloca sobre un vagón plano estándar para soportar y proteger los conjuntos de ala y cola y secciones de fuselaje en tránsito (originalmente, se utilizaron automóviles deprimidos o "panza de pescado").
Los aviones Boeing 737 han sido enviados por todo Estados Unidos en trenes especiales, incluido el fuselaje.

## vagones de cadena
Vagones planos con cadenas de amarre, correa de amarres o

## Vagones planos de mamparos

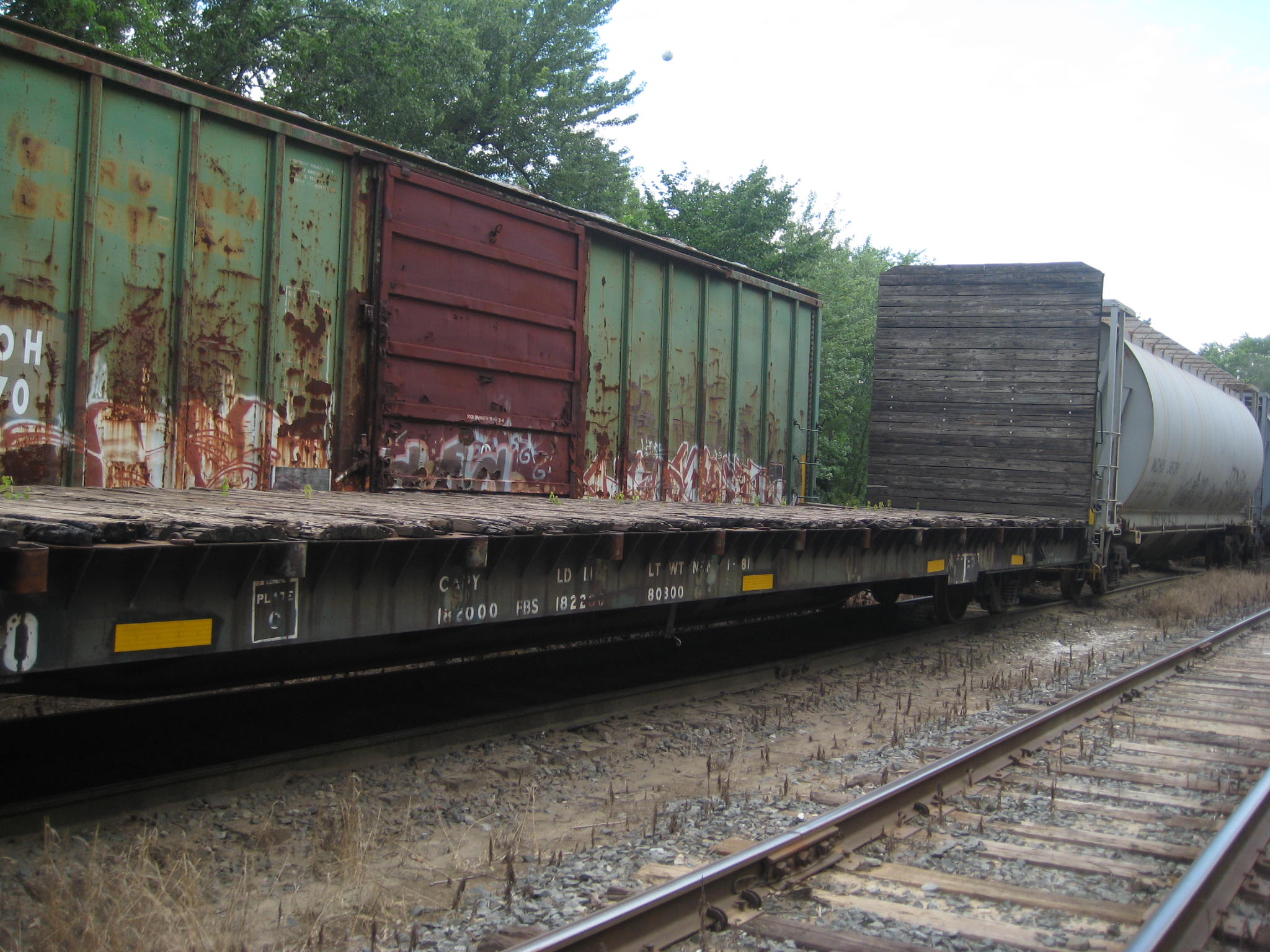
Gasted ICE stakeside vagón plano con mamparo en el RBMN Duryea yard en julio de 2012

Los vagones planos con mamparos están diseñados con paredes de extremo resistentes (mamparos) para evitar que las cargas se desplacen más allá de los extremos del vagón. Las cargas transportadas normalmente son tubería, acero losas, postes y madera, aunque la madera y los postes son cada vez más transportados por vagones esqueléticos. Los mamparos suelen ser livianos cuando están vacíos. Un mamparo vacío en un tren lo pone en una restricción de velocidad para ir a no más de 50 millas por hora (80,5 km/h). Dado que los mamparos son livianos cuando están vacíos, caza puede ocurrir cuando el automóvil está por encima de 50 millas por hora (80,5 km/h). La caza es el movimiento tambaleante de los bogies en un vagón de carga o una locomotora. Si las ruedas golpean contra los rieles durante un período de tiempo, existe un alto riesgo de descarrilamiento.

## Vagones planos de viga central/de bastidores para madera
Los vagones planos de viga central, las vigas centrales, el vagón de partición central o los "bastidores para madera" son vagones especiales diseñados para transportar suministros de construcción empaquetados, como madera dimensional, paneles de yeso y postes para cercas. Son esencialmente vagones planos con mamparos que han sido reforzados por una viga en I longitudinal, a menudo en forma de una viga Vierendeel, a veces reforzada por miembros diagonales, pero originalmente en forma de paneles estresados perforados por "ventanas de ópera" que iluminan los paneles, ya sea de forma ovalada (visto arriba) o en forma de huevo. Estos vagones planos deben cargarse simétricamente, con la mitad de la carga útil en un lado de la viga central y la otra mitad en el otro, para evitar que se vuelquen.

## Vagones planos de gran capacidad

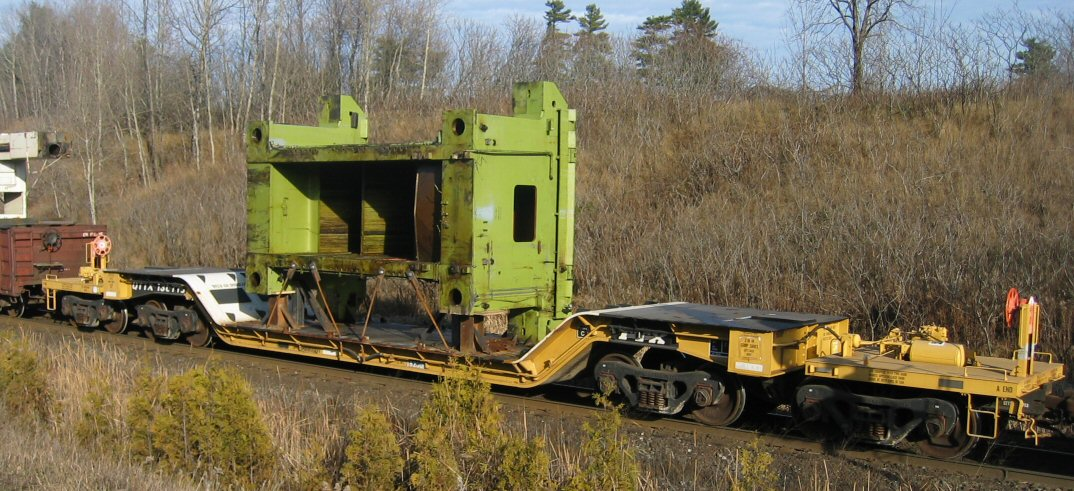
Un vagón pesado con carga en Ontario en 2004

Los vagones de gran capacidad son vagones diseñados para transportar más de 100 ST (90,72 t; 89,29 LT). A menudo tienen más que el típico estándar norteamericano de cuatro ejes (un troque de dos ejes en cada extremo), y pueden tener un centro deprimido para manejar cargas de altura excesiva, así como dos troqes de tres ejes cada uno (uno en cada extremo) o cuatro troques (dos en cada extremo) de dos ejes cada uno, conectados por span bolster. Las cargas que normalmente se manejan incluyen equipos de energía eléctrica y maquinaria de producción industrial de gran tamaño.

## Uso de circo
Un tren de circo es un método moderno de transporte para las compañías de circo. Uno de los mayores usuarios de trenes de circo fue el Ringling Bros. and Barnum & Bailey Circus (RBBX), un famoso circo Americano formado cuando el Ringling Brothers Circus compró Barnum and Bailey Circus en 1907, se fusionó en 1919 y cerró permanentemente como una empresa fusionada en mayo de 2017.

### Uso del control remoto
Algunas empresas, como CSX Transportation, tienen antiguos vagones de transporte de madera reconstruidos en plataformas que montan equipos de control remoto para usar en locomotoras operativas. Dichas plataformas están equipadas con faros apropiados,  bocinas y aparatos de frenos de aire para operar en la posición de liderazgo en un corte de vagones (es decir, acoplados por delante de la locomotora).

## Uso de carga intermodal
Los vagones COFC (contenedor en vagón plano) suelen tener 89 pies (27,13 m) de largo y transportan cuatro 20 pies (6,10 m) contenedores o dos 40 pies (12,19 m)/45 pies (13,72 m) contenedores de envío ( los dos contenedores 13,72 m se pueden transportar debido al hecho de que el vagón está realmente 28,04 m de largo, sobre las placas de impacto (headstock). Con el auge del transporte intermodal de mercancías, vagones específicos, y dada la antigüedad de la mayoría de estos pisos, el número disminuirá en los próximos años. De hecho, cuando aparecieron los vagones caja reconstruidos. Las reporte de marca comunes son FEC, CP, SOO y KTTX. Los vagones ATTX, que cuentan con empuñaduras y laterales antichispa, están construidos para transportar mercancías peligrosas (municiones, fluidos inflamables, etc.).

## Vagón de columna central

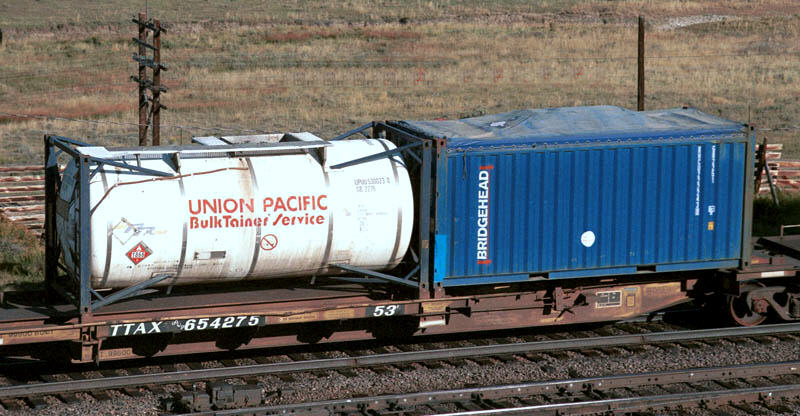
Un vagón de columna con un tank container de 20 ft y un contenedor abierto de 20 pies con cubierta de lona

Un vagón de columna es un vagón con solo umbrales centrales y laterales y brazos laterales para soportar contenedores intermodales.

## Semirremolque sobre vagón plano
Un vagón canguro permite dos 28,5 pies (8,69 m) semirremloques cortos o un semirremolque hasta 57 pies (17,37 m) para transportar. Al igual que los well cars, estos suelen venir en articulados conjuntos de cinco o tres.
Un TOFC más largo (tráiler en un vagón plano) suele ser un vagón 89 pies (27,13 m). En el pasado, llevaban tres semirremolques 30 pies (9,14 m) que, a partir de 2007, están casi obsoletos, o uno grande, 53 pies (16,15 m), dos remolques 40 pies (12,19 m) o 45 pies (13,72 m). A medida que crece el tráfico intermodal, estos vagones dedicados están en declive. La mayoría se han modificado para transportar también contenedores. Un tipo notable es el servicio XTRX de Canadian Pacific Railway: vagones dedicados de cinco unidades que solo transportan remolques.

## Vagón esqueleto
Similar al vagón de la columna, excepto que está diseñado para transportar madera o postes de servicios públicos s, un vagón esqueleto se compone solo de un umbral central y brazos laterales. Sin cubierta, a veces sin umbrales laterales ya veces sin umbrales finales.

## Vagones planos vacíos
En algunos servicios marítimos, el linkspan entre un transbordador ferroviario o gabarra (car float) y su muelle es muy débil. Para evitar la pérdida de carga o de locomotoras pesadas, se utiliza un viejo vagón plano (que suele ser el vagón más ligero disponible) como puente entre la locomotora en el muelle y los vagones del transbordador o barcaza. 
Los vagones planos vacíos también se utilizan en el servicio de carga de gran tamaño, ya que cargas como tubería a menudo sobresalen de los extremos de la mayoría de los vagones planos de tamaño estándar. Los vagones planos vacíos se colocarán en ambos extremos del vagón cargado. Esto protege los extremos de la carga contra daños y garantiza que las cargas no se atasquen y dañen los extremos de los vagones adyacentes.
A menudo, un vagón plano se coloca directamente frente a una grúa ("gancho grande") para:
- proporcionar una forma de retirar un automóvil destrozado del lugar del accidente.
- proporcionar una forma de almacenar rieles nuevos o retirados de un sitio de trabajo.
- deje espacio para la pluma de la grúa durante el tránsito hacia y desde el lugar de trabajo.

Los vagones planos vacíos también se utilizan para montar un tipo de acoplador en un extremo y otro tipo en el otro extremo. Esto se llama un vagón de barrera (en:barrier vehicle).